# Olga Szwajgier
Olga Szwajgier (* 15. Januar 1944 in Słowikowa, Woiwodschaft Kleinpolen) ist eine polnische Sängerin (Sopran), Komponistin und Musikpädagogin.

## Leben
Szwajgier studierte bis 1970 an der Musikakademie Krakau bei Leokadia Kukawska und Stanisława Hoffmannowa Gesang und war mehrfach Preisträgerin bei Gesangswettbewerben. Seit 1974 unterrichtet sie an der Hochschule für Theater in Krakau, seit 1981 ist sie Mitglied des Muzka Centrum. Sie tritt bei Festivals zeitgenössischer Musik in Polen, Italien, Frankreich, Griechenland, Deutschland, Mexiko u. a. auf, und sang Ur- und Erstaufführungen von Werken Charles Ives’, Karlheinz Stockhausens, Jean-Claude Risset, Krzysztof Pendereckis, Marek Stachowskis, Juliusz Łuciuks, Witold Lutosławskis und anderer, gab Konzerte mit eigenen Kompositionen und realisierte zahlreiche Platten-, Rundfunk-, Film- und Fernsehaufnahmen. Durch selbstentwickelte Stimmübungen erreicht sie einen Stimmumfang von sechs Oktaven.
1991 gab sie in der New Yorker Carnegie Hall anlässlich deren hundertjährigen Bestehens ein Konzert. 1993 war sie Dozentin bei der 11. Internationalen Akademie für Neue Komposition in Schwaz und bei den Ersten Internationalen Sommerkursen für Neue Musik in Krakau. Im gleichen Jahr wurde sie Abgeordnete beim International Parliament for Safety and Peace der UNO.